# 马清运
马清运（1965年—）是一位中国当代建筑师。

## 生平
祖籍陕西省蓝田县，出生于西安。1988年毕业于清华大学建筑系，1995年，在纽约建立马达思班建筑师事务所（英語：MADA s.p.a.m.），后将总部迁至上海。2006年12月，马清运成为美国南加州大学建筑学院院长,成为中国首位在国外知名大学担任建筑学院院长的设计师。

## 家庭
其子馬伯騫為歌手，曾參加騰訊視頻的明日之子獲得亞軍。

## 作品

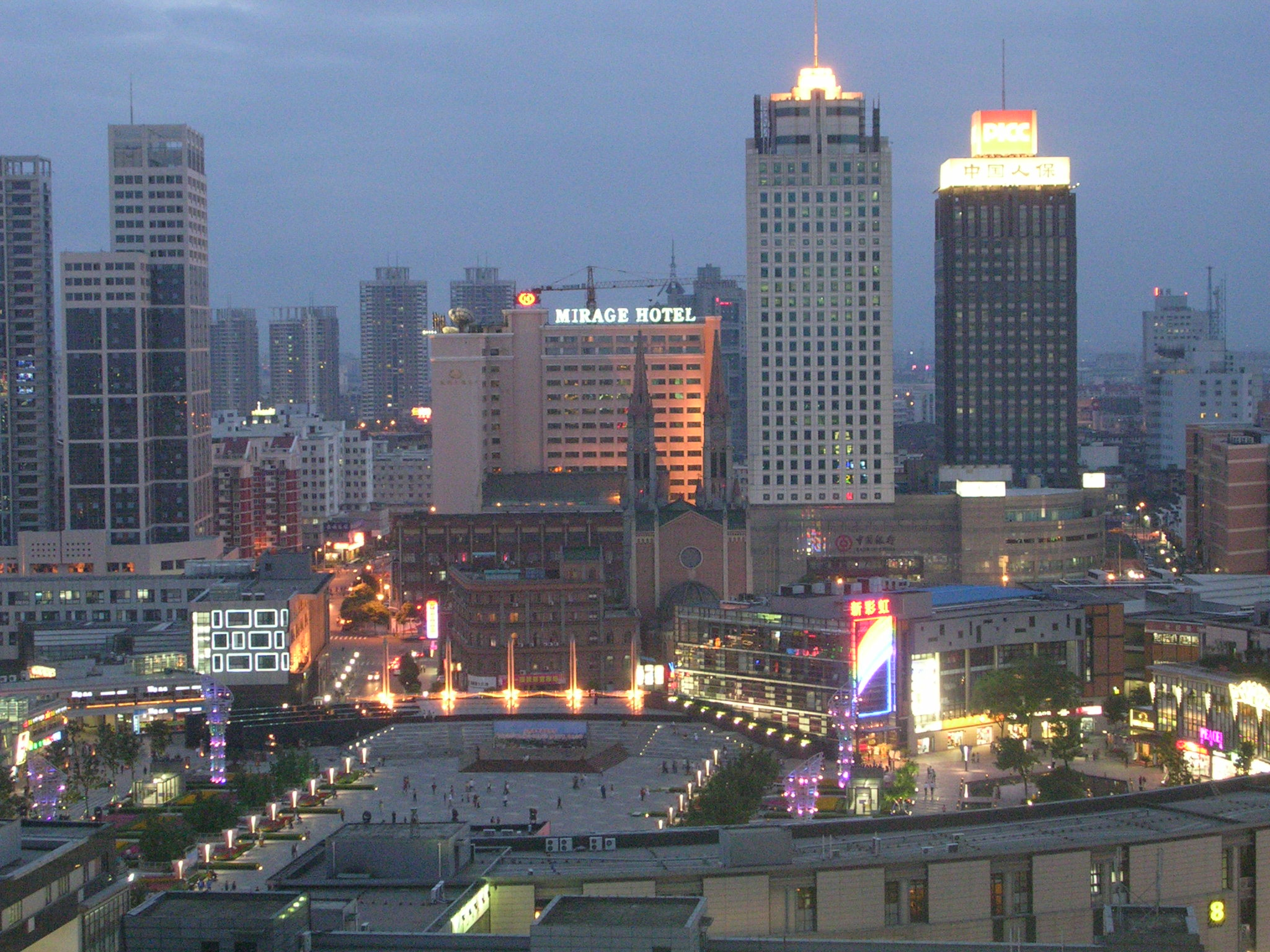
宁波天一广场

- 宁波日报报业集团总部
- 天一广场
- 宁波老外滩街区改造
- 玉山石柴
- 浙江大学宁波分校
- 宁波服装学院